# АЕС Сіді-Бульбра
Атомна електростанція Сіді-Бульбра планована атомна електростанція поблизу Дар-ель-Мгуемда на марокканському узбережжі Атлантичного океану. Станція має стати першою атомною електростанцією в Марокко, але проект готувався з 1980-х років.

## Історія
Марокко є нетто-експортером електроенергії та відносно бідним на викопне паливо. Починаючи з 1984 року, парламент Марокко вирішив використовувати ядерну енергію як довгострокове вирішення енергетичної проблеми. Спочатку велися переговори з французькою зовнішньоторговельною компанією SOFRATOME про будівництво першої атомної електростанції. У рамках цієї угоди МАГАТЕ було доручено знайти місце для установки. Атлантичне узбережжя між містами Кенітра та Ес-Сувейра було обрано регіоном для роботи. Загалом було визначено сім різних місць для розміщення атомних електростанцій, з яких лише п’ять виявилися придатними. У бальній процедурі майданчик Сіді-Бульбра отримав найбільше балів, тому цей майданчик було обрано в 1994 році як еталон і як місце для першої в країні атомної електростанції. Характеристики розташування включають:
- Площа близько 580 га
- Місце для чотирьох реакторних блоків
- Активних несправностей поблизу ділянки немає
- Тверді шари породи без ризику розрідження ґрунту або розчинення гіпсу в шарах ґрунту
- Мінімальне прискорення для землетрусів від 0,15 до 0,10 g
- Максимальне прискорення під час землетрусів між 0,30 і 0,20 g

Франція спочатку запропонувала побудувати атомну електростанцію потужністю 600 МВт у 1991 році, але це так і не було реалізовано через розбіжності. Під час зустрічі з МАГАТЕ з 2004 року відновилися переговори про будівництво першої атомної електростанції на контрольному майданчику Сіді-Булбра, яке має бути завершено до 2017 року. Моделі реакторів, які Марокко хотіло встановити для своєї станції, були реакторами класу від 900 до 1000 МВт, зокрема згадувалися корейський OPR-1000, канадський CANDU-6 і російський ВВЕР-1000, хоча переважно моделі покоління II відповідають. Лише приблизно в 2006 році Марокко вирішило зосередитися на моделях покоління III і включити до свого плану моделі реакторів AP1000, APR-1400 і ВВЕР-1200. Також розглядалася конструкція ATMEA1 і KERENA від Areva. Однак ці системи можуть запрацювати не раніше 2020 року. У 2007 році «Атомбудекспорт» вперше офіційно запропонував побудувати атомну електростанцію в Марокко, а також допомогти з оцінкою майданчика Сіді-Бульбра.

### Блоки 1 і 2
У січні 2010 року Марокко офіційно оголосило про свої плани побудувати двоблоковий комплекс у Сіді-Бульбра. І Франція, і Росія висловили інтерес до будівництва станції. Марокко планує побудувати два реактори по 1000 МВт кожен. Однак фінансування станції досі незрозуміле, але мета полягає в тому, щоб побудувати її «під ключ». В 2010 році планувалося що станція запрацює між 2020 і 2025 роками.